# 陈永苗
陈永苗（1975年4月28日—），从事宪政和自由主义思考写作，《新京报》评论员，激进宪政主义者，批评时尚的"儒家宪政主义"。1996年毕业于中南政法学院，2002年前福建执业律师，2003至北京先后任《中法网》内容总监、《新京报》评论员、《法制早报》评论编辑等职务。2002年开始主持《宪政论衡》、《关天茶舍》等著名思想网站论坛。发表多篇文章在《开放时代》、《二十一世纪》、《社会科学报》、《书屋》、《博览群书》、《天涯》等刊物。随笔评论集《待建的诸神之殿》2005年由北京大学出版社出版。